# Storhovets herrgård
Storhovets herrgård (estniska: Suuremõisa mõis; tyska: Grossenhof) är en herrgårdsbyggnad i Storhovet i Estland.
Herrgården ägdes på 1600-talet av medlemmar av ätten Stackelberg, och därefter av den svenske militären Jakob De la Gardie (1583–1652). Den nuvarande slottsbyggnaden uppfördes på 1750-talet av Ebba Margaretha von Stenbock, född De la Gardie.